# إنيية
إنيية أو إينيا أو بُوتو الأمازون (الاسم العلمي: Inia) هي جنس من الحيتانيات، يتبع فصيلة إنيادية.